# Bythinella vesontiana
Bythinella vesontiana is een slakkensoort uit de familie van de Hydrobiidae. De wetenschappelijke naam van de soort is voor het eerst geldig gepubliceerd in 1989 door Bernasconi.